# ناقوس

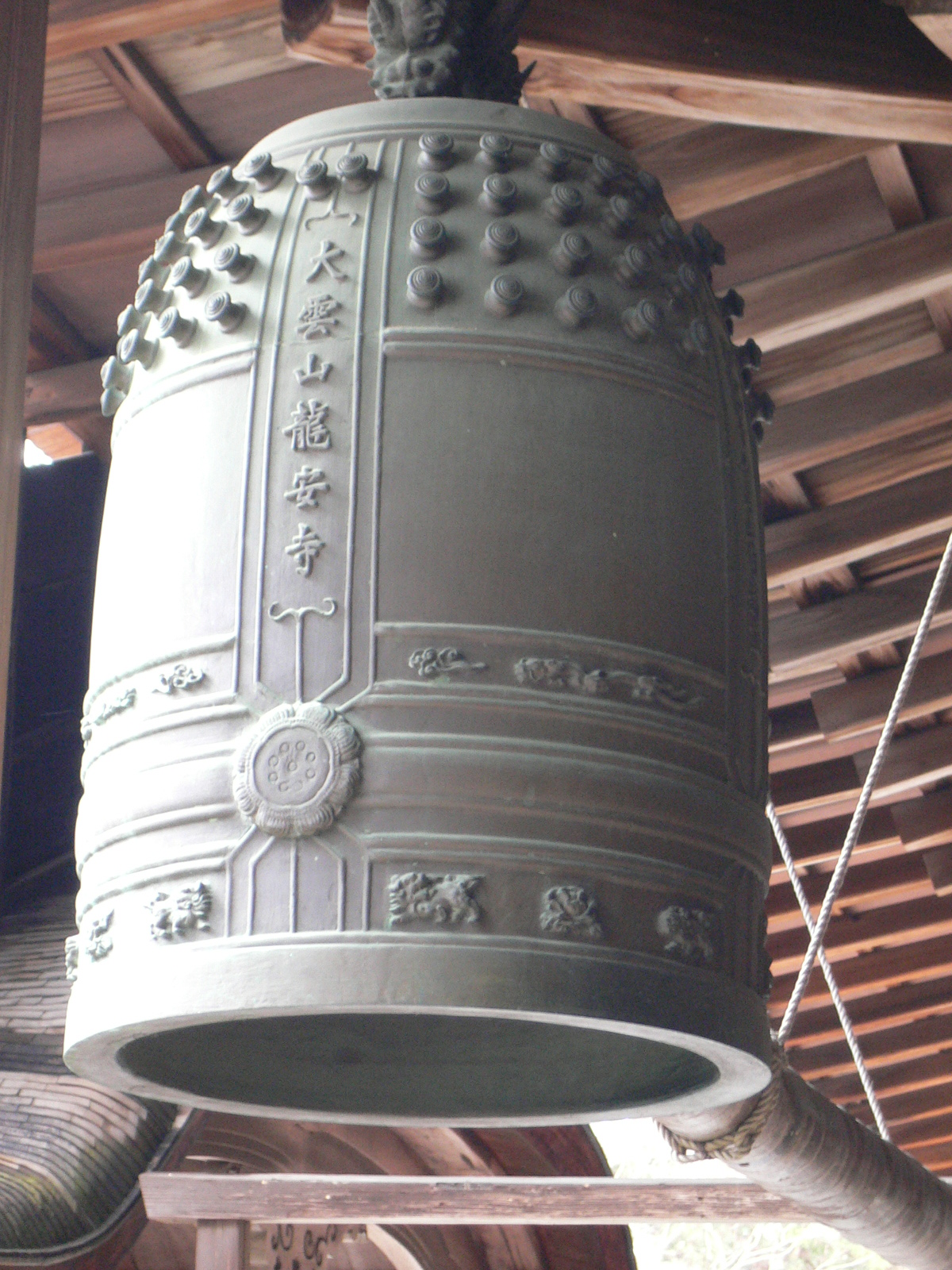
ناقوس یک معبد مذهبی در کیوتو ژاپن با چکش چوبی

ناقوس نوعی وسیله ساده تولید صدای توخالی است که در گروه سازهای کوبه‌ایِ ایدیوفون قرار می‌گیرد. این وسیله عملکردی همچون زنگ و زنگوله داشته و بزرگتر از آن‌ها است. ناقوس نوعی وسیله مذهبی نیز محسوب شده و در برخی از ادیان به عنوان وسیله خبر کردن مومنان بکار می‌رود. در برخی از کشورهای اسلامی، مسیحیان بجای ناقوس فلزی، از ناقوس چوبی استفاده می‌کنند. در ایران گاهی از ناقوس برای بزرگداشت مراسم سیاسی نیز استفاده می‌شود. بزرگترین ناقوس جهان ۳۶ تن وزن،۳ متر و ۷۲ سانتی متر ارتفاع و ۳ متر و ۸۲ سانتی متر قطر دارد. این ناقوس در هلند ساخته شده و در ژاپن برای اهداف توریستی به‌کار می‌رود. گاه برای تعبیه ناقوس (در کلیسا یا به شکل مستقل) برجی ساخته می‌شود. چنین برج‌هایی در آغاز نشان استقلال یک ناحیه و امروزه نمادی از نفوذ و غنای منطقه هستند.

## نگارخانه

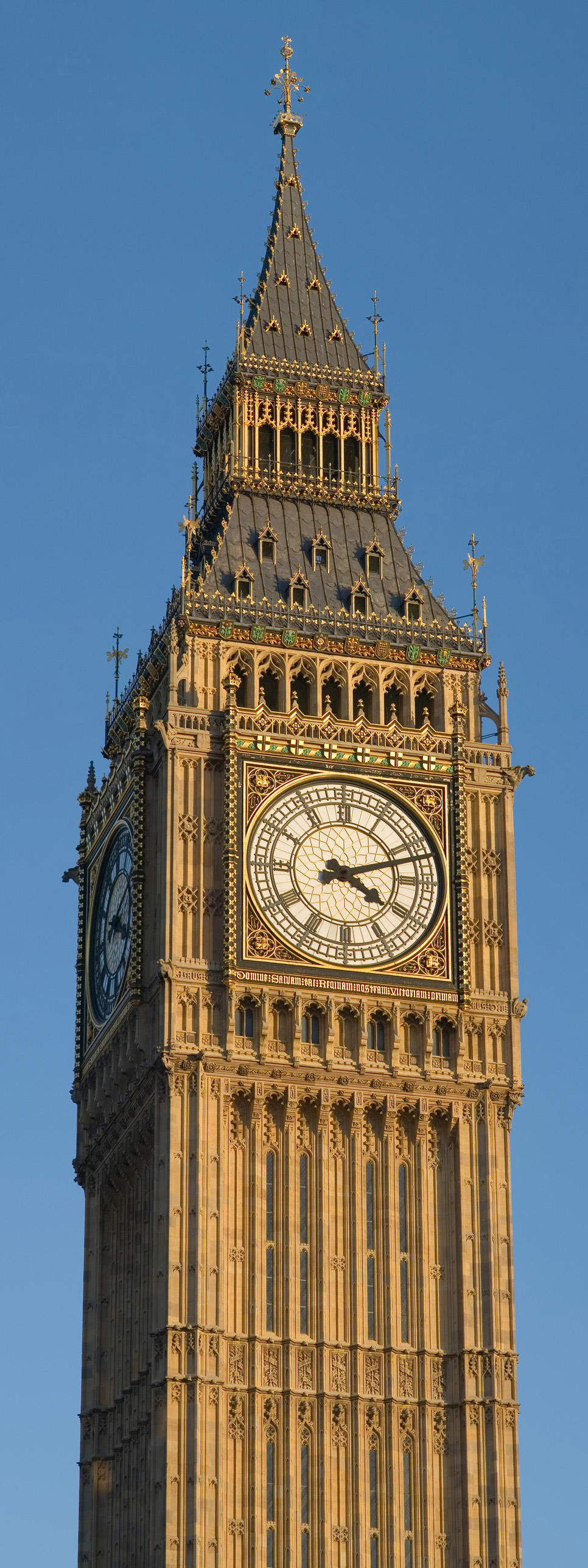
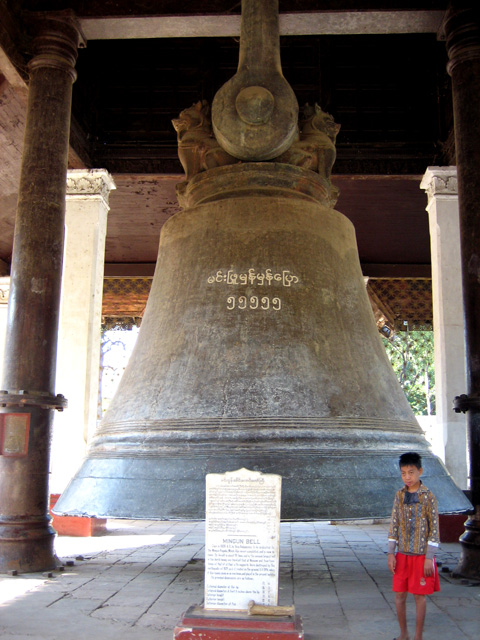
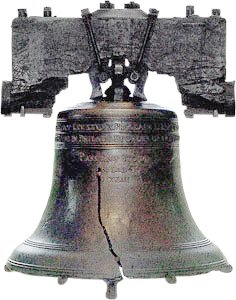
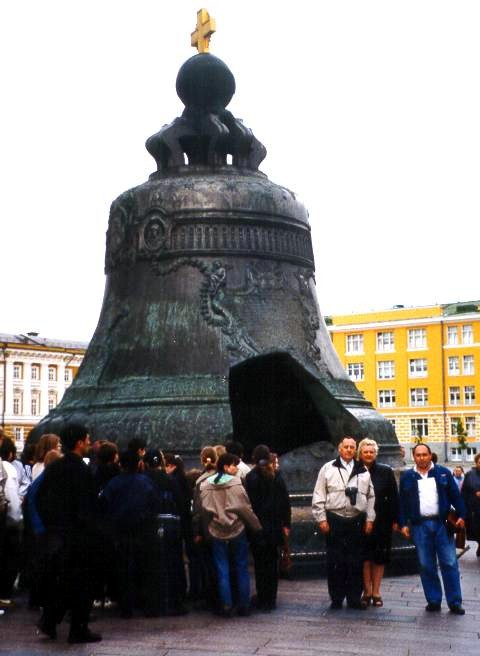
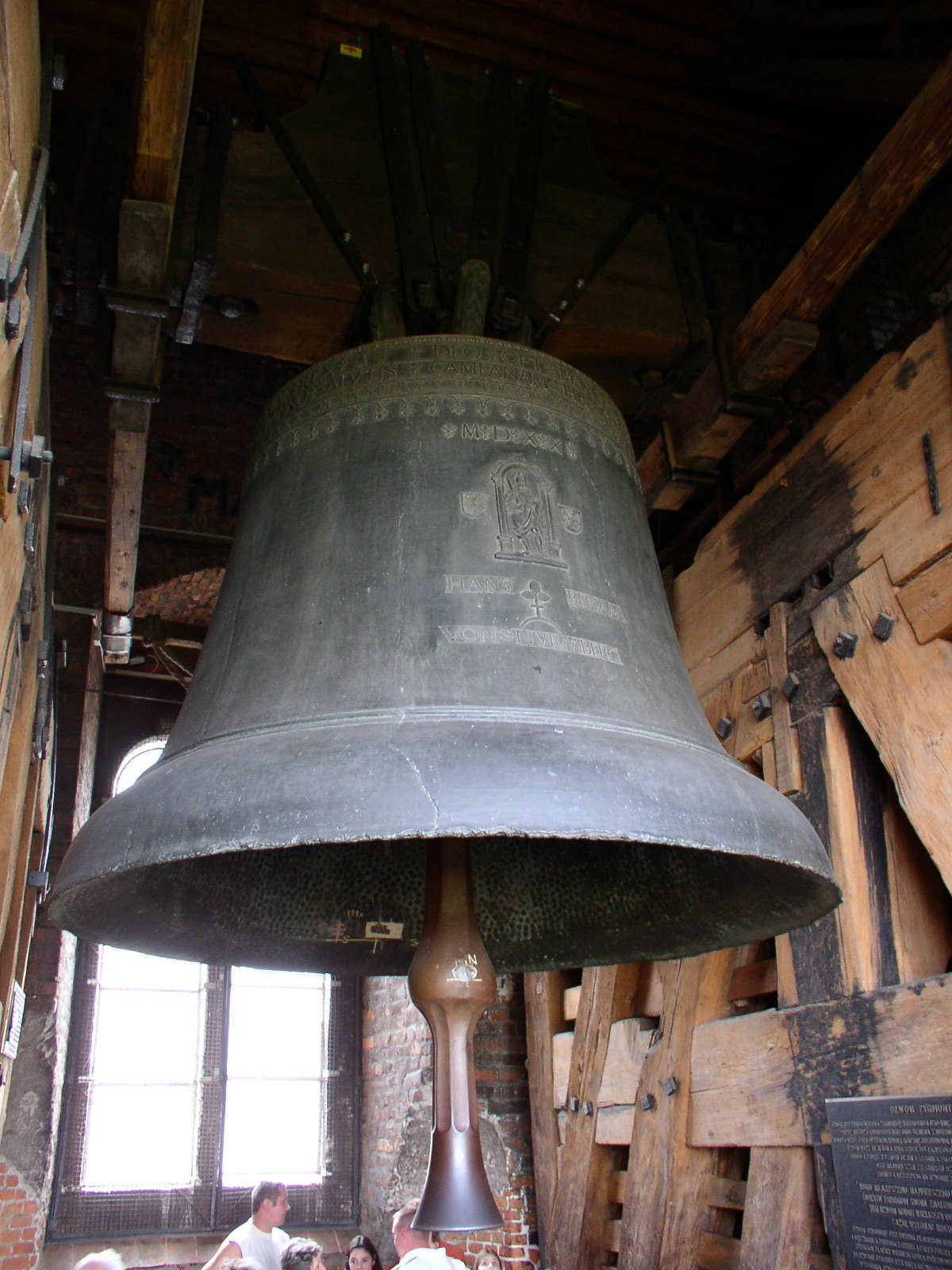
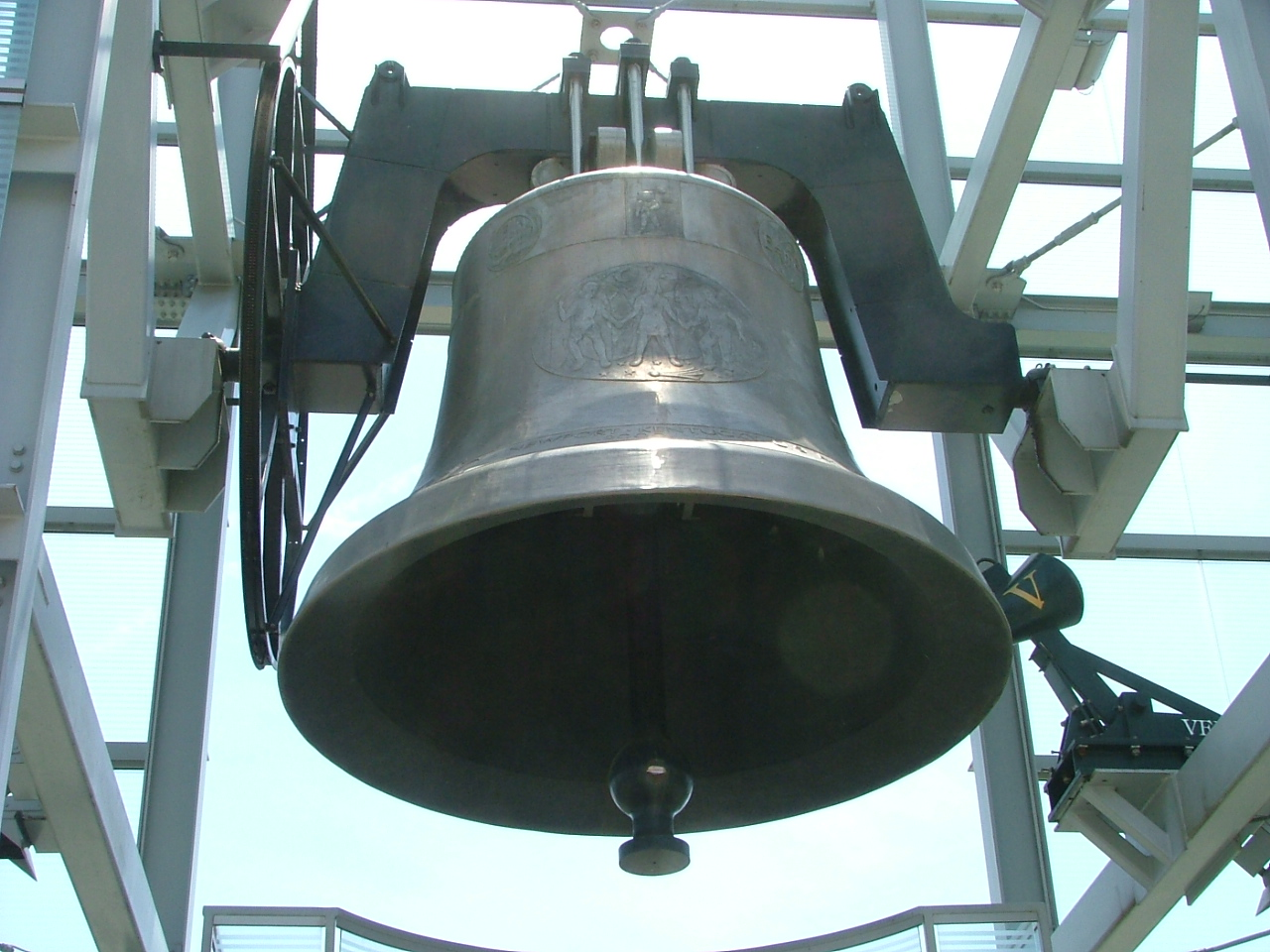
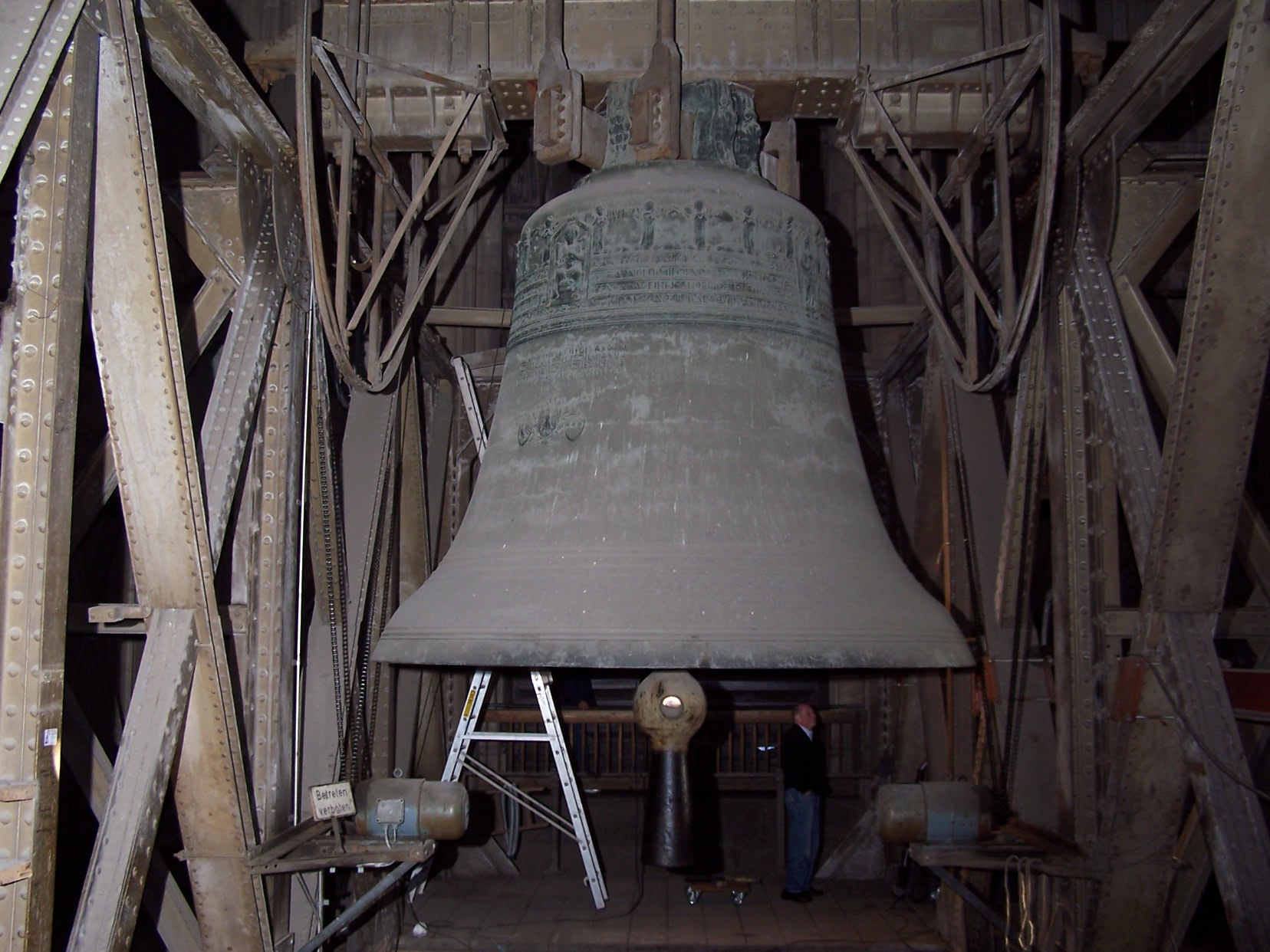
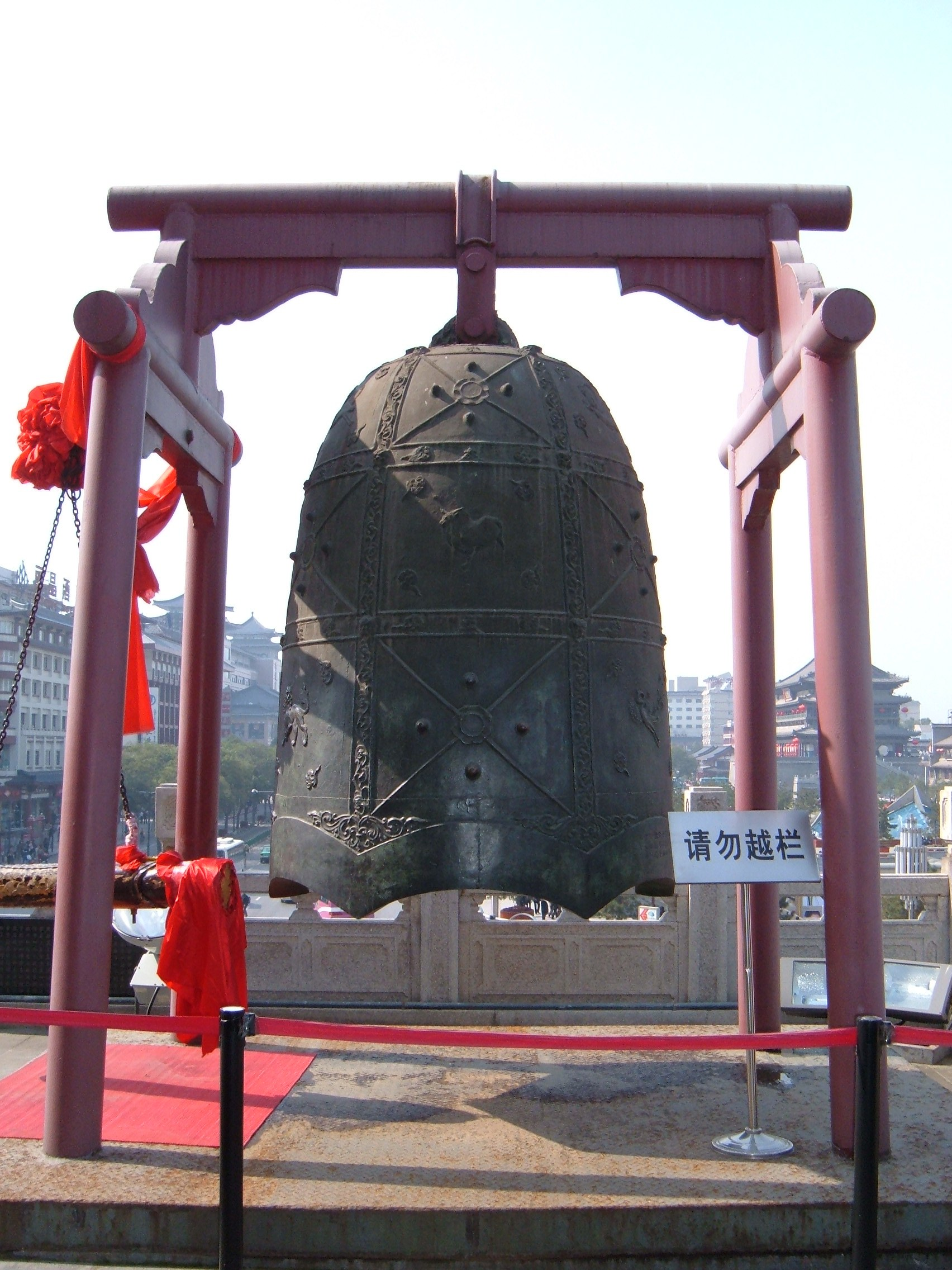
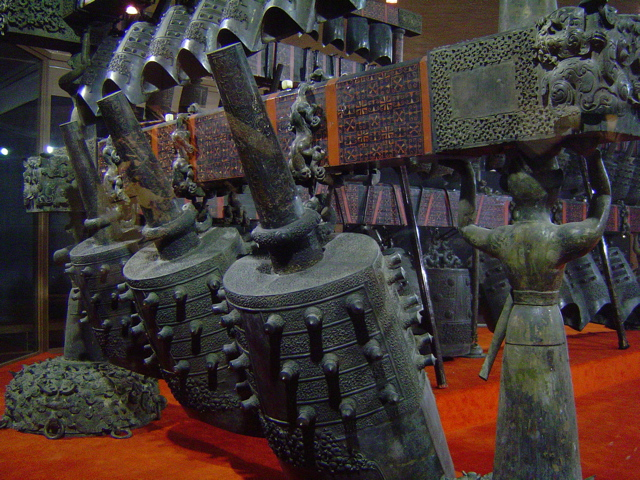
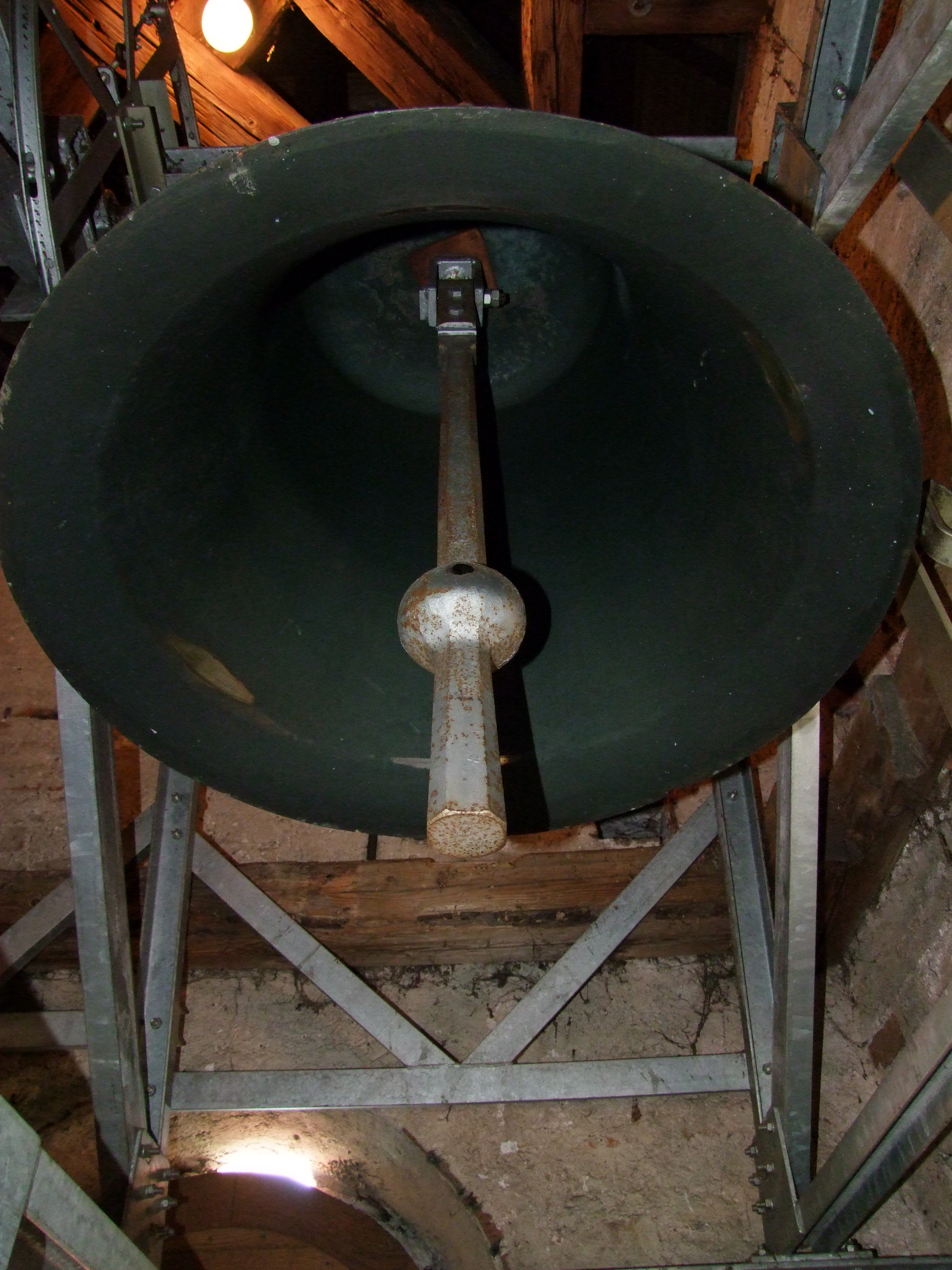
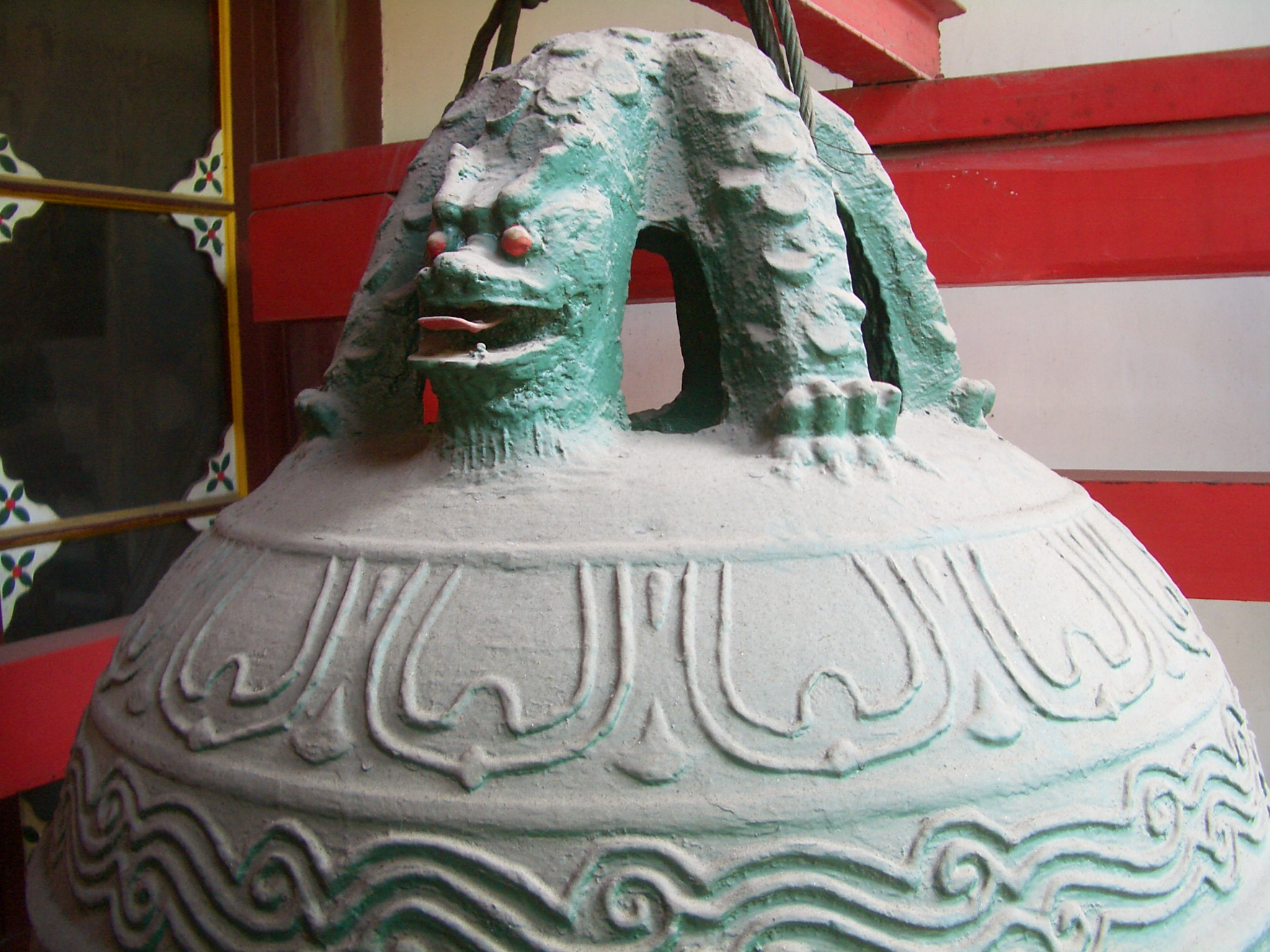